# Codemondo
Codemondo o Villa Codemondo (Codmònd in dialetto reggiano; Codemundi o Caput Mundi in latino) è una frazione (o villa) del comune di Reggio Emilia.

## Geografia fisica
È situata ad ovest della città, in prossimità del confine con il comune di Cavriago con il quale costituisce ormai un'unica agglomerazione urbana.

## Storia
Il nome Codemondo deriva da "Caput Mundi", probabilmente per la posizione dei caseggiati limitrofi alla chiesa parrocchiale sull'altopiano, un tempo brullo e incolto.
Nel 1447 il territorio era detto Quaresimo, formava un Comune autonomo con Monte Marcellino e San Bartolomeo in Sassoforte, in seguito fu unito a quest'ultimo. Nel 1550 nacque a Codemondo il pittore Raffaello Motta detto Raffaellino da Reggio che morì a Roma nel 1578.

## Monumenti e luoghi d'interesse

### Architetture religiose
- Chiesa parrocchiale di San Pantaleone. Le prime tracce documentate di una cappella risalgono al 1398. La chiesa parrocchiale di Codemondo, posta su un colle al di sopra della provinciale per Cavriago, fu edificata dai Pratonieri come oratorio del Quaresimo, antico nome del nucleo frazionale a ridosso dell'omonimo rio che tuttora attraversa la villa. È dedicata a san Pantaleone e venne nominata parrocchia nel 1597, anche se gli annuari diocesani indicano un'ufficiale autonomia parrocchiale di Codemondo dall'aprile 1825, grazie all'unione di territori un tempo soggetti alle chiese di Cavriago, Pieve Modolena e San Bartolomeo. La torre fu eretta nel 1843 e l'attuale facciata tra il 1851 ed 1862. Al suo interno, nell'abside, c'è il quadro di San Pantaleone con san Genesio e la Madonna della Ghiara attribuito ad un ignoto seicentesco. Nel territorio della villa, oltre la chiesa parrocchiale, sono presenti altri luoghi di culto, per lo più oratori privati e piccole maestà, la maggior parte non più funzionanti:
- Oratorio di San Giovanni Nepomuceno (sec. XVIII), presso complesso rurale Piccinini/Villa Pieve, proprietà Spadoni (Via Perotti, parrocchia di Roncina);
- Oratorio dei Santi Grisante (o Crisanto, Crisante) e Daria (sec. XVII), presso Villa Angela, sulla S.P. 28 «Reggio Emilia-Montecchio Emilia» (via Teggi);
- Oratorio di Santa Maria, presso Villa Arcadia;
- Maestà, oggi abbattuta, presso l'ex casello Liuzzi, sulla S.P. 72 «Codemondo-Ghiardo-Quattro Castella» (Via Pigoni);
- Maestà ottocentesca nelle vicinanze di Villa Angela, sulla S.P. 28 (Via Teggi).

### Architetture civili
- Villa Cassoli (Villa Angela)[2]

## Infrastrutture e trasporti

### Strade
La villa si sviluppa lungo la strada provinciale 28 Reggio Emilia-Montecchio Emilia.
A Codemondo ha origine anche la S.P. 72 che collega la S.P. 28 a Ghiardo di Bibbiano e Quattro Castella.

### Ferrovie
Codemondo è dotata di una fermata sulla ferrovia Reggio Emilia-Ciano d'Enza.
Dal 1º aprile 2022, la fermata è priva di servizio viaggiatori.